# 젬갈레

젬갈레의 문장

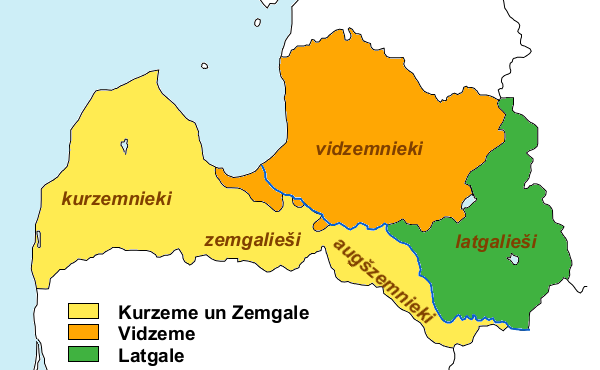
라트비아의 역사적 지역 구분

젬갈레(라트비아어: Zemgale, 독일어: Semgallen, 리투아니아어: Žiemgala, 폴란드어: Semigalia 리보니아어: Zemgāl) 또는 세미갈리아(라틴어: Semigallia)은 다우가바강 남부와 사모기티아 사울레 지방 북부에 위치한 라트비아의 역사적인 땅이다. 라트비아와 리투아니아 사이에 분할된 영토로, 이전에는 세미갈리아 발트족이 거주했다. 그들은 북방십자군 기간 동안 독일십자군과 튜턴 기사단에 대한 오랜 저항(1219년 ~ 1290년)으로 유명하다. 젬갈레인들은 사모기티아인들과 언어적, 문화적 유대관계를 맺고 있었다.